# 憑いてますか
『憑いてますか』（ついてますか）は、池沢理美による日本の漫画。『別冊フレンド』（講談社）において、1993年から1996年まで連載された。1994年8月にはニッポン放送開局40周年記念ミュージカルとして舞台化、南青山少女歌劇団の夏公演として、銀座博品館劇場で2週間公演された。

## 概要
90年代の芸能界を舞台に、急死した人気女優河島アンナの霊と芸能界1年生山下桃子の成長や恋愛模様を描いたラブコメディ作品。第1部と第2部に分かれている。

## あらすじ
ごく普通の女子大生山下桃子は、憧れのよーにーちゃんに会いたいがためタレントオーディションに軽いノリで参加する。当然落ちるはずが、急死した人気女優河島アンナに憑かれることにより見事な演技力を発揮し合格。芸能界入りする。アンナから「いつか体を乗っ取る」と宣言されてしまう。

## キャラクター

### 主要人物
山下桃子（やました ももこ）
　舞台　大越史歩
本作の主人公。タレント。女優。GSアーティスツ→TSUBUプロダクション所属。偶然出会ったアンナの霊に憑かれ、人生を翻弄される。アンナに憑かれると体を完全に支配されてしまう。
普段はボーっとした頼りない性格だが、アンナに憑かれることにより天才的な演技を披露する。憧れのよーにーちゃんに会うためGSアーティスツ主催のオーディションに参加し、アンナの力を借りて芸能界入りする。芸能界の厳しさを目の当たりにし、さらによーにーちゃんと広田陽一が別人であることが判明し落ち込む中、良太との出会いや陽一の励ましによって次第に芸能界に前向きになっていく。ドラマの脇役や深夜バラエティの司会を経験しキャリアを積むも、ひょんなことで所属事務所を解雇。その後津布久と出会い、TSUBUプロダクションに入所。ドラマの準主役等を経て、モリプロ主催の舞台・河島アンナ物語の主演となるが、その最中アンナと同じ食中毒に侵され死の淵をさまよう。その後復活するも、方向性の違いからモリプロ主催のアンナ物語から離脱することになり、自身原案の舞台「その後のアンナ物語」に挑戦することを決意する。
良太と陽一からのアプローチと、アンナの陽一への想いにより、桃子の気持ちとは裏腹に四角関係へと発展していく。アンナに体を乗っ取られ陽一と交際宣言するも、陽一がアンナの存在に気づき破局。バッシング騒動の中、良太と恋仲に発展していく。その後、町田和美の横恋慕を乗り越え、最終的に良太と結婚。長女を出産する。
河島アンナ（かわしま アンナ）
　舞台　駒崎香織
本名：河島豊子（かわしま とよこ）。超人気女優。生前はモリプロダクション所属。プライドが高く見栄っ張りだが、実生活では非常にズボラな性格。自宅で食したコンビニ弁当が原因で食中毒に侵され、人気絶頂の中帰らぬ人となった。成仏することなく途方に暮れていたところ桃子と出会い、桃子の体を乗っ取ることを決める。死亡してもなお陽一への執着心は消えることなく、桃子の体を利用して陽一と恋愛関係になるが失敗。その後津布久の助言で町田和美に憑きトップ女優を目指すも再び失敗に終わる。最終的に桃子の体を乗っ取り「河島アンナ物語」の主演を勝ち取るが、桃子の食中毒騒動を経て改心し、桃子のサポートに徹することになる。最後は「その後のアンナ物語」を見届け成仏した。
当初は食べ物やお守りに拒絶反応を見せたが徐々に克服。ハチローやカニに憑いても喋ることができる。
紺野良太（こんの りょうた）
　舞台　菊沢美和
タレント。俳優。モリプロダクション所属→不明。桃子と同時期に俳優デビュー。アンナの後輩で、アンナの自宅の合鍵を持っていた。あっけらかんとした性格でお調子者。要領良く仕事をこなし周りからの信頼も厚い。芸能記者曰く「憎めない男」。勘が鋭く、アンナの問題を含め桃子の強い支えとなる。デビュー前にとん子（町田和美）と付き合っていたが、とん子の卑屈さに愛想を尽かし別れを告げた。別れ際に良太の放った言葉が原因で、後に事件へと発展していく。最終話ではモリプロを退社し、桃子と共に「その後のアンナ物語」に挑む。桃子と結婚し、長女を儲ける。
広田陽一（ひろた よういち）
　舞台　西條由利香
俳優。GSアーティスツ所属。第1部の中心人物。自称映画オタク。良太からは役者バカと言われるほど仕事に真面目だが、実生活ではごく普通の若者である。芸能界の酸いも甘いも経験している苦労人。自然体な桃子に惹かれていくが、桃子（アンナ）の不審な行動に違和感を覚え苦悩する。桃子と交際宣言するが、後にアンナが桃子の体を操っていることを知り、破局する。

### 芸能界

#### GSアーティスツ
鍵山与一（かぎやま よいち）
第1部を中心に登場。通称鍵P。桃子と同じオーディションで合格。オーディションに向かう道中、桃子と知り合った。桃子以外でアンナの霊を最初に知った人物。桃子を助けようとするたびにアンナから数々の妨害を受ける。最終話では加藤貴子の付き人になっている。
大西玲香（おおにし れいか）
　舞台　世永亜実
桃子の先輩女優。トサカ前髪が特徴的。テレビのイメージとは違いキツい性格で、鍵Pを幻滅させた。陽一のことが大好きで、陽一に媚びる一方でアンナや桃子を毛嫌いしている。桃子（アンナ）にB級オッパイタレントと言われてしまう。ハワイでは桃子と陽一の仲違いを図るも、アンナの逆鱗に触れてしまい、オカニサマ（アンナの憑いたカニ）におしおきされる。その後はすっかり大人しくなり、女優としても影を潜めてしまった。
社長
事務所の社長。話題作りのためなら多少のスキャンダルをでっちあげることも。アンナの葬式で失態を犯した桃子（アンナ）にチャンスを与えるなどの一面もあるが、バッシングの渦中にいた桃子をバッサリ切り捨てた。
石井ちゃん（いしいちゃん）
桃子や鍵Pなど新人タレントの教育係。桃子のマネージャーを担当。

#### TSUBUプロダクション
津布久弘（つぶく ひろし）
第2部に登場。愛称はツブちゃん。TSUBUプロの代表。アンナを発掘し育て上げた初代マネージャー。GSアーティスツを解雇された桃子をスカウトする。業界屈指の『やり手』で、失意のどん底にいた桃子を立ち直らせた。やり方が少々強引な部分があり、タレントを“本物”にするためなら裏工作をも厭わない旨の発言をしている。アンナを見ることができる数少ない人物で、和美や桃子を利用してアンナを再びスターダムに押し上げようと試みる。“魔法の手鏡”でアンナをコントロールする。感情が表情に表れにくい。走るのが速く、口裂け女や人面犬に引けを取らない。
町田和美（まちだ かずみ）
第2部に登場。TSUBUプロの第1号タレント。桃子からは和美ちんと呼ばれている。外見が河島アンナにそっくりで、津布久の提案によりアンナの霊を憑かせる。桃子とは違い、自分の意思でアンナをコントロールできる。本名は倉井智子（くらい ともこ）。実はデビュー前の良太と付き合っていたが、自身の外見コンプレックスを肥大化させた結果、良太に愛想を尽かされ破局した。良太の「整形でもすれば？」の言葉でアンナそっくりに整形し、再び良太を手に入れようとするも失敗。周囲への憎悪を膨張させ、悪霊を呼び寄せる事態をなった。桃子の父をパパりんと呼び慕っている。

#### モリプロダクション
森社長（もりしゃちょう）
モリプロの社長。話題性のためなら人の生死をも利用し金に換算する。「河島アンナ物語」を主催するも、桃子や貴子の辞退や自身の醜態が影響し、興行的に失敗した。
小川（おがわ）
アンナ死亡時のマネージャー。フクヤマやエグチの担当になりたくて業界に入ったため、アンナのことを良く思っていなかった。葬式時、桃子（アンナ）に悪戯されて以降おかしくなってしまい、故郷に戻ってしまった。

#### その他
加藤貴子（かとう たかこ）
第2部に登場。所属事務所不詳。16歳から上京し活躍している女優。河島アンナを抑え、19歳2か月の最年少で日本アクター賞最優秀主演女優賞を受賞した。桃子と同い年ながらキャリア・実力十分でルックスもよく、30歳年上の大物俳優との不倫が騒がれている。抜群の存在感で桃子や他のタレントを圧倒する一方で、普通の少女としての一面もあり、桃子の悩みに対等な目線でアドバイスした。猫好き。「河島アンナ物語」の稽古時にアンナの存在を知ってしまう。
藤本プロデューサー（ふじもとプロデューサー）
桃子とたびたび仕事をする。気さくそうな雰囲気に反して、仕事に関してはとても厳しい。NG藤さんのあだ名がついている。桃子曰く“ニコニコ鬼”。
CMディレクター
氏名不詳。桃子がお気に入りで二度CMに起用している。かぶり物が好き。
本宮（もとみや）
高名な演出家。「河島アンナ物語」を担当するも、相次ぐトラブルに愛想をつかす形で降板。後に桃子原案の「その後のアンナ物語」に参加した。オネエ言葉を使う。

### 一般人

#### 山下家
桃子の父
通称パパりん。周りを呆れさせるほど桃子を溺愛している。桃子の恋愛を快く思わず娘の貞操を守るべく良太や陽一との仲を妨害する。桃子の反発を受けるたびに桃子との思い出がフラッシュバックし、そのたびに落ち込む。キャラクターの面白さが業界の目にとまり、桃子出演のドラマスペシャルにゲスト出演を果たすこととなった（アンナに体を追い出された桃子が憑いて演じた）。
桃子の母
ミーハーな部分があり、桃子やハチローの活躍を喜んでいる。過剰なまでに娘を溺愛する夫に厳しい。
桃子の姉
母と共にミーハーな性格。タレントオーディションに桃子の書類を勝手に送った張本人。
ハチロー
　舞台　堀川由理・坂爪加奈
山下家の飼い猫。オス。富士山の形をした眉毛が特徴的。アンナが見える。普段はバカ猫だが、アンナに憑かれることにより天才猫へと変身する。桃子出演ドラマのディレクターの目にとまり急遽ドラマ出演を果たし大ブレイクしたが、アンナが抜けると元に戻ってしまい、空前のハチローブームは終了した。TSUBUプロでもマネジメントされている。終盤では桃子と同じ弁当を食べてしまい食中毒で死亡するも、後に生き返った。7匹の子供の父でもある。

#### 河島家
アンナの父
旅館を経営している。娘の遺産で旅館を大きく建て替えた。目元がアンナ似。嘘をつく時、語頭に「エーアー」をつける癖がある。
アンナの母
夫と共に旅館で働いている。
アンナのばあちゃん
アンナのことが見える数少ない人物。少々ボケている。モリプロ主催の「河島アンナ物語」にアンナがいないことに気づき、「その後のアンナ物語」に向かった。

#### その他
穂田不動（ほだ ふどう）
テレビによく出演している住職。桃子の番組内でアンナの除霊を試みる。その後アンナ一周忌に再登場するも、アンナが憑いた不動明王に踏み潰された。織田無道がモデル。
摩波喬答摩（まはーごーたま）
インチキ祈祷師。後にマハーニャ・ゴルタマンテと名を変えラテン系祈祷師となった。流行に乗って祈祷スタイルを変更する。

### 霊界
サミィ
ヘヴィメタル歌手。8年かけてメジャーデビューするも、スタジオレコーディングの第一声で頭の血管が切れ死亡。広田陽一に憑き、好き放題する。
ナンチャッテおじさん
和美の怨念に呼び寄せられた悪霊。怖くない霊No.1で特に害はない。
花子さん（はなこ-）
和美に呼び寄せられた悪霊。トイレで待ち伏せしては人間を驚かせる。
人面犬（じんめんけん）
和美に呼び寄せられた悪霊。顔を自由に変えられ、桃子や良太になりすます。
口裂け女（くちさけおんな）
和美に呼び寄せられた悪霊。和美が改心した後も人間界に居残る。アンナに取り憑き、さらに桃子に取り憑いて番組出演者やスタッフを襲った。

## 単行本
1. 1993年9月発売 ISBN 978-4-06-302927-7
2. 1994年1月発売 ISBN 978-4-06-302939-0
3. 1994年7月発売 ISBN 978-4-06-302957-4
4. 1994年10月発売 ISBN 978-4-06-302967-3
5. 1995年5月発売 ISBN 978-4-06-302989-5
6. 1995年10月発売 ISBN 978-4-06-303006-8
7. 1996年2月発売 ISBN 978-4-06-303019-8
8. 1996年5月発売 ISBN 978-4-06-303029-7